# Канштейн, Карл Гильдебранд фон
Карл Гильдебранд фон Канштейн (нем. Karl Hildebrand von Canstein; 4 августа 1667, Линденберг — 19 августа 1719, Берлин) — барон, основатель Канштейнского библейского учреждения.
Окончил юридический факультет университета во Франкфурте-на-Одере. Участвовал как волонтёр в сражениях бранденбургских войск с французами во Фландрии. В течение тяжкой болезни он проникся пиетистскими воззрениями. Разделяя основную мысль богословов-пиетистов Шпенера и Франке, что Библия должна быть центром жизни каждого христианина, Канштейн желал облегчить бедным приобретение Библии и в 1712 году в Галле основал с целью её дешёвого издания особое учреждение, носящее его имя. За семь лет до смерти Канштейна было издано около 100.000 экземпляров Нового Завета и около 40.000 экземпляров полного текста Библии — по тем временам фантастические цифры. После смерти Канштейна институтом руководил Франке. Канштейн написал, среди прочего, «Согласование и истолкование четырех Святых Евангелистов» (нем. «Harmonie und Auslegung der heilegen vier Evangelisten», 1727—1734).